# Hodja fra Pjort (film fra 2017)
 For alternative betydninger, se Hodja fra Pjort (flertydig). (Se også artikler, som begynder med Hodja fra Pjort)
Hodja fra Pjort er en dansk animationsfilm fra 2017, filmen er instrueret af Karsten Kiilerich og har dansk biografpremiere 8. februar 2018.

## Medvirkende
- Thure Lindhardt som Hodja (stemme)
- Özlem Saglanmak som Smaragd (stemme)
- Peter Zhelder som Rotten (stemme)
- Kurt Ravn som El Faza (stemme)
- Peter Frödin som Sultan (stemme)
- Birgitte Raaberg som Mor (stemme)
- Lars Ranthe som Far (stemme)
- Rebecca Rønde Kiilerich som Perlesten (stemme)
- Jens Jacob Tychsen som Grumme (stemme)
- Troels Toya som Salep m.fl. (stemme)
- Erik Holmey som Vagt (stemme)
- Michael Z. Mardorf som Vagt (stemme)
- Vibeke Dueholm som Sultanens yndlingskone (stemme)

## Eksterne Henvisninger
- Hodja fra Pjort på Internet Movie Database (engelsk)
- Hodja fra Pjort på Filmdatabasen
- Hodja fra Pjort på danskefilm.dk
- Hodja fra Pjort på danskfilmogtv.dk
- Hodja fra Pjort på Scope
- Hodja fra Pjort på The Movie Database (engelsk)
- Hodja fra Pjort på Rotten Tomatoes (engelsk)